# Бурместер, Вилли
Вилли Бурместер (полное имя Карл Адольф Вильгельм Бурместер, нем. Carl Adolph Wilhelm Burmester; 16 марта 1869, Гамбург — 16 января 1933, Гамбург) — немецкий скрипач.
Сын скрипача. Учился музыке у своего отца, а затем в 1882—1885 гг. в Берлинской королевской высшей школе музыки у Йозефа Иоахима.
С 1886 г. начал гастролировать. В 1888 г. был представлен Петру Чайковскому во время поездки последнего в Гамбург, получил от него ряд рекомендаций, благодаря которым, в частности, летом того же года участвовал в летней концертной программе Павловского вокзала под руководством Юлиуса Лаубе и затем ещё несколько раз возвращался в Россию с летними концертами. В 1889 г. взял серию уроков в Гамбурге у Ганса фон Бюлова. В 1890—1891 гг. концертмейстер Оркестра Зондерсхаузена, затем работал в Веймаре, в 1892—1896 гг. был концертмейстером Гельсингфорсского оркестрового общества под руководством Роберта Каянуса, позже работал в Дармштадте и наконец обосновался в Берлине. В 1920 году гастролировал (с аккомпаниатором Францем Руппом) в США, в 1923 году вместе с виолончелистом Йозефом Холлманом в Японии.
Был чрезвычайно востребован как солист-виртуоз, получив особенное признание как исполнитель сочинений Николо Паганини; фирменным сочинением Бурместера был также одночастный концерт Генриха Вильгельма Эрнста. Выступал и в современном репертуаре, хотя наиболее громкая премьера с его участием не состоялась (Бурместер должен был стать первым исполнителем посвящённого ему и создававшегося в эпистолярном контакте с ним концерта для скрипки с оркестром Яна Сибелиуса, однако этого не произошло из-за его слишком плотного концертного расписания; в результате Бурместер обиделся на композитора, передавшего премьеру Карлу Халиру, и поклялся никогда не исполнять этот концерт, а Сибелиус вынужден был изменить посвящение). Зато Бурместеру посвящены Четыре сонаты для скрипки соло Макса Регера (1900). Считался экстраординарно одарённым технически, но не слишком вдумчивым и артистичным музыкантом.
Сочинил несколько камерных пьес, из которых наиболее существенна Серенада для струнного квартета и контрабаса. Переложил для скрипки и фортепиано ряд произведений Марена Маре, Иоганна Себастьяна Баха, Георга Фридриха Генделя, а также более новых авторов. Опубликовал также мемуары «Пятьдесят лет из жизни артиста» (нем. Fünfzig Jahre Künstlerleben; 1926), в которых наиболее существенны главы о Чайковском и Бюлове.